# Битва при Богесунде
Битва при Богесунде (швед. Slaget vid Bogesund) или Битва на озере Осунден (швед. Slaget på Åsundens is) произошедшая во время войны между Датским королевством (Кальмарская уния) и шведскими повстанцами (сторонниками партии Стуре). Битва произошла 19 января 1520 года в Швеции на льду озера Осунден, на ферме Скоттек в трех километрах к югу от Богесунда (современный Ульрисехамн). Шведские войска под командованием губернатора Стена Стуре Младшего проиграли битву датской армии во главе с Отте Крумпеном. Во время битвы Стен Стуре был смертельно ранен и умер 3 февраля 1520 года от последствий своего ранения. В результате датские войска дошли до Стокгольма, где Кристиан II 4 ноября 1520 года короновался королем Швеции, а затем произошла Стокгольмская кровавая баня.

## Предыстория и подготовка
В 1473 году состоялся Кальмарский совет, на котором было принято, что Швеция могла иметь автономию от Дании во главе с регентом, однако начиная с 1518 года, Кристиан II пытался снова подчинить Швецию. Первая попытка завершилась поражением. Зимой 1519 — 1520-х годов он предпринял новую попытку вернуть власть над Швецией.
Командующий датскими войсками был датский рыцарь Отте Крумпен. Армия состояла из хорошо обученных наемников из Священной Римской империи, Франции и Шотландии. Холодный период года был выбран потому, что, помимо существующих троп, реки, озера и болота замерзли, что позволило быстро идти хорошо экипированной датской армии. Крумпен повел свое войско маршем через границу через долину Этран.
Со шведской стороны для защиты были мобилизованы солдаты из запада Готланда и крестьяне приграничных районов.
Стуре, возглавлявший шведское ополчение, выбрал место на западе Готланда, где хотел дать бой датчанам. Озеро в этом месте было относительно узким, на востоке от которого, на берегу, на возвышенности находится мемориальный камень возле современной фермы Скоттек.
Тогда, 19 января, на место пришла датская армия.

## Ход битвы и последствия
В самом начале битвы, Стен Стуре был ранен пушечным ядром, которое отскочило ото льда и попало ему выше колена. Его выносили с поля боя, и шведские войска начали отступать. Подробности самой битвы не сохранились, но результатом стала полная победа датской армии.
Травмы Стуре не были должным образом обработаны, и он умер 3 февраля во время обратного пути в Стокгольм на санях по льду Мелларена. Датчане двинулись дальше на север и занимались грабежом территорий в направлении Ульрисехамна, Фальчёпинга, Шёвде и Скары. В Тиведене произошла ещё одна битва, которая стоила датчанам половины их войск.
21 февраля обе стороны согласились на 8 дней сложить оружие в Стренгнесе. 2 марта датчане достигли Уппсалы и заключили перемирие со шведским послом во главе с архиепископом Густавом Тролле, в котором шведская сторона поклялась королю Кристиану II в верности, а датская сторона обязалась воздерживаться от силовых мер.
Кристиан II был коронован королём Швеции в Стокгольме 4 ноября 1520 года. Сразу после коронации, несмотря на предыдущую амнистию, против сторонников Стэна Стуре начались судебные процессы, в результате которых было казнено более 80 человек. Тело Стэна Стуре также было выкопано и сожжено на костре.
События битвы также описываются в «скандинавской рифмохронике»:
Som the begynthe skjuta som bäst
Och jag redh opå en blakoten häst,
Som vrenede och språng både till och frå
I örlig kunde både bijta och slå;
Lyckan ej bättre med mig stod
Genom benet bleff jag skutin med ett lod.Примерный нелитературный перевод:
Как только начинается хорошая драка
А я ехал на чёрном коне,
Кто разворачивался и пригал туда и обратно
Эрлиг мог и укусить и ударить
Счастье прошло возле меня
По ноге меня ударили ядром.
В знаменитом стихотворении Эдварда Бэкстрома «Herr Stens visa» есть мотивы битвы, как он их себе представлял.

## Мемориал
На поле для гольфа возле фермы Скоттек был установлен мемориальный камень 1914 года на котором написано следующее:
Что в переводе означает: